# Haus der Schweiz

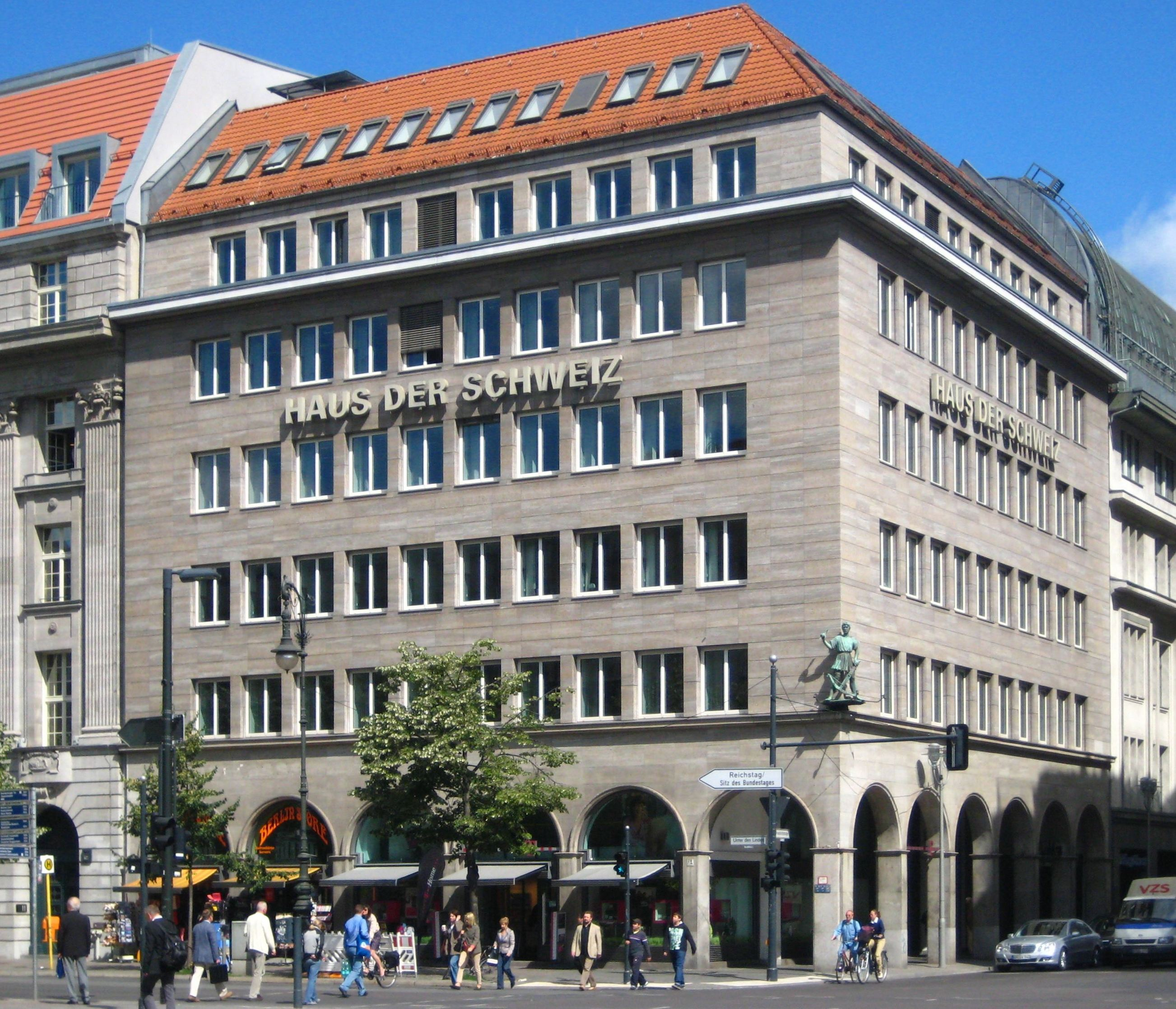
Haus der Schweiz, 2009

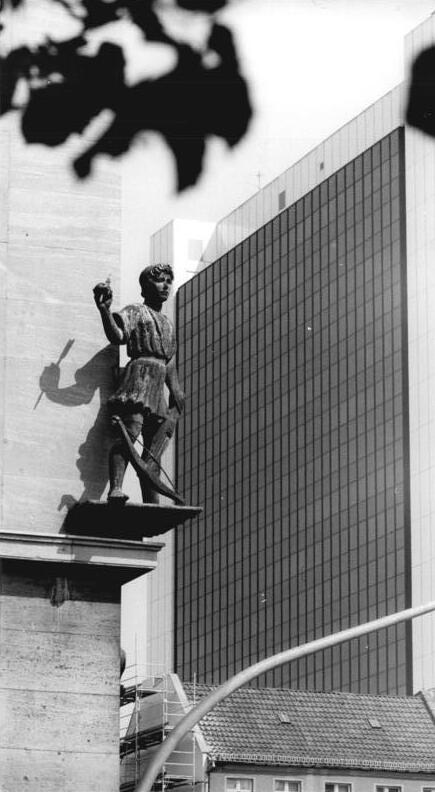
Der Tellknabe, im Hintergrund das Internationale Handelszentrum.

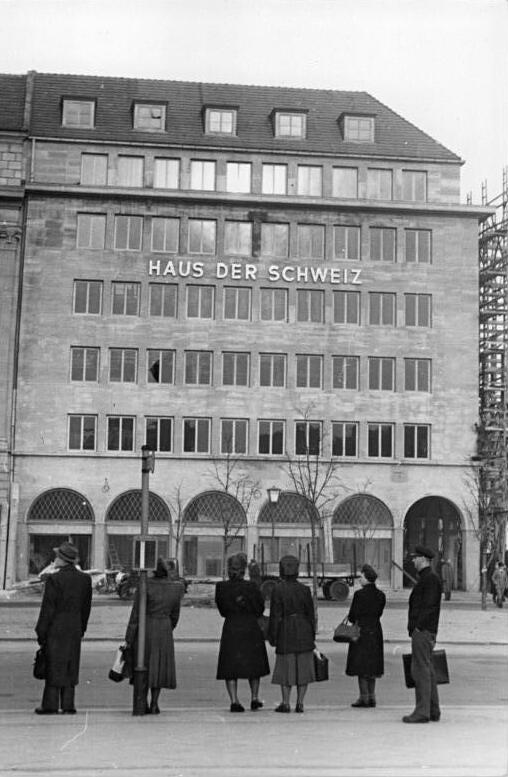
Haus der Schweiz, 1950

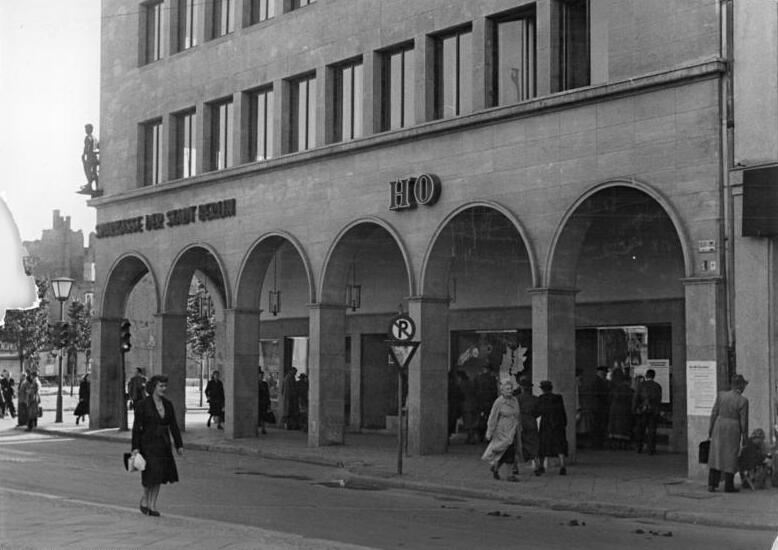
Haus der Schweiz, 1951

Das Haus der Schweiz ist ein Geschäftshaus im Berliner Ortsteil Mitte. Der Standort ist Unter den Linden 24 / Ecke Friedrichstraße 155/156. Der Gebäudekomplex steht heute unter Denkmalschutz.

## Geschichte und Konzeption
Das Haus der Schweiz wurde nach Plänen des Schweizer Architekten Ernst Meier aus Appenzell zwischen 1934 und 1936 im Auftrag der Schweizerischen Bodenkreditanstalt errichtet. Es handelt sich um einen Stahlskelettbau mit Natursteinverkleidung aus Muschelkalk, der den architektonischen Vorstellungen des Nationalsozialismus entsprach. Die Formgebung orientiert sich an den Bauten Ernst Sagebiels. Im Erdgeschoss befinden sich rundbogige Kolonnaden. An der Ecke ist ein Telldenkmal angebracht, das Walther Tell, den Sohn des Schweizer Nationalhelden Wilhelm Tell, darstellt. Das Gebäude wurde im Zweiten Weltkrieg nur wenig beschädigt. Es ist als einziges historisches Eckgebäude an der Kreuzung Unter den Linden / Friedrichstraße erhalten geblieben. Nach dem Krieg gehörte es zu Ost-Berlin. In dieser Zeit wurden der Bau und die Kaiserhöfe von der Deutschen Außenhandelsbank genutzt. Das Gebäude blieb auch während der DDR-Zeit in Besitz der Schweizer Bank.
Seit der politischen Wende wurde der Bau grundlegend saniert und wird nun teilweise als Hotel genutzt. Das Gebäude ist seit der Auflösung der Winterthur-Gruppe im Besitz der AXA Versicherungen AG.